# Бенавенте, Хуан Франсиско Пиментель
Хуан Франсиско Алонсо Пиментель (исп. Juan Francisco Alonso Pimentel; 1584 — 24 декабря 1652, Вальядолид), 7-й герцог и 10-й граф де Бенавенте, 10-й граф де Майорга и 8-й граф де Луна, гранд Испании — испанский военачальник, участник Тридцатилетней войны.

## Биография
Сын Антонио Алонсо Пиментеля, 6-го герцога де Бенавенте, и Марии Понсе де Леон, племянницы Родриго Понсе де Леона, 4-го герцога де Аркоса. Внук Хуана Алонсо Пиментеля.
Крещен в Бенавенте 19 ноября 1584. В 1633 году наследовал отцу, как герцог де Бенавенте.
Участвовал в Тридцатилетней войне. В период борьбы с португальским восстанием в 1641 году назначен капитан-генералом на границах. В ходе франко-испанской войны и подавления каталонского восстания в 1644 году участвовал в отвоевании Лериды у французов («jornada de Aragón»).
В 1647 году был пожалован Филиппом IV в рыцари ордена Золотого руна.

## Семья
1-я жена (1614): Менсия де Суньига-и-Рекесенс, дочь Луиса Фахардо де Рекесенса-и-Суньиги, 4-го маркиза де Лос Велес, вице-короля Валенсии, и Марии Пиментель де Киньонес
Дети:
- Антонио Алонсо Пиментель де Эррера Суньига (ум. 1677), 8-й герцог де Бенавенте. Жена 1) (1637): Исабель Франсиска де Бенавидес-и-де ла Куэва (ум. 1653), 3-я маркиза де Хабалькинто и маркиза де Вилья-Реаль, дочь Хуана Фрасиско де Бенавидеса, 2-го маркиза де Хабалькинто, и Исабели де ла Куэва-и-Бенавидес, 2-й маркизы де Вилья-Реаль; 2) (ум. 1658): Санча Сентурион де Мендоса-и-Кордова (ум. 1678), дочь Адана Сентуриона, 3-го маркиза де Эстепа, и Леонор Марии Сентурион Мендосы Карильо-и-Альборнос, 4-й маркизы де Армуния
- Магдалена Пиментель. Муж: Родриго Пиментель Понсе де Леон, 4-й маркиз де Виана
- Хуан Пиментель, каноник в Куэнке
- Хосе Пиментель, маркиз де Миравель и Повар. Жена: Франсиска де Суньига-и-Давила, 5-я маркиза де Повар и Миравель, дочь Энрике де Суньиги-и-Давилы, 1-го графа де Брантевильи, и Хуаны Давила-и-Гусман, 2-й маркизы де Повар
- Мария Пиментель. Муж: Антонио Педро Санчо Давила[исп.] (ок. 1615—1689), 10-й маркиз де Асторга
- Тереса Пиментель. Муж: Хуан Алонсо де Гусман, 3-й маркиз де Фуэнтес
- Ана Пиментель, монахиня-доминиканка в Вальядолиде

2-я жена (15.05.1648, Мадрид, королевский дворец): Антония де Мендоса-и-Оренсе, придворная дама королевы Марии Анны Австрийской, дочь Антонио Гомеса Манрике де Мендосы, 5-го графа де Кастрохерис, и Анны Марии Манрике. Брак бездетный